# Мъглен (област)
Вижте пояснителната страница за други значения на Мъглен.
Мъглен, Меглен, Мъгленско/Мегленско или Българо-Меглен (на гръцки: Μογλενά, Моглен̀а или Αλμωπία, Алмоп̀ия, на турски: Karacova, Караджова) е историко-географска и административна област (дем) в Централна Македония, Гърция. Областта представлява изключително красива котловина, оградена от планините Нидже (Ворас) от запад, Кожух (Дзена) от север и Паяк (Пайко) от изток. През котловината тече река Мъгленица (Могленицас) със своите многобройни притоци.

## История
В Античността областта, известна като Алмопия, е една от 17-те провинции на Македонското царство. Името на областта идва от алмопите — според древногръцката митология народ от гиганти.
През VI-VII век в областта се заселва славянското племе сагудати и тя получава името Мъглен (с вариант Меглен) и в нея съществува град-крепост със същото име, който е епископско седалище. Предполага се, че след завладяването на Източна България от Йоан Цимиски през 971 година българският патриарх Герман за кратко премества седалището си в Мъглен. След битката при Беласица през 1014 година и смъртта на българския цар Самуил градът е обсаден от войските на император Василий II. След дълга съпротива, ръководена от войводата Илица, Мъглен е превзет през 1015 година. Византийските власти заселват в областта сирийци, арменци и печенези. След 1018 година Мъглен е седалище на митрополит на Охридската архиепископия.
През 1203 година българският цар Калоян отново превзема крепостта Мъглен и пренася мощите на канонизирания епископ Иларион Мъгленски в столицата си Търново, а цар Иван Асен II ги поставя в църквата „Свети Четиридесет мъченици“.
Градът Мъглен е напълно разрушен по време на османското нашествие. Руините му са в близост до село Слатина (днес Хриси). Името Мъглен продължава да се носи от епископията и от областта. През 1719 година епископската катедра Мъглен е повишена в митрополия Мъглен и Катраница (Μητρόπολη Μογλενών και Κατρανίτζης). В средата на XVIII век в 1759 година голяма част от българското и влашкото население в Мъглен, начело с митрополита, приема исляма. Митрополитското седалище е преместено в Катраница (днес Пирги), после в Емборе (Емборио) и накрая в Лерин (Флорина).
Английският учен и дипломат Уилям Лийк пише в 1806 година за Мъглен:
| „ | Моглена е гръцка епархия, която се нарича и Моглена и Молесха... И двете имена са дадени от славянските племена, които се заселват в македонските равнини около 9 век и изтласкват гърците в Халкидическия полуостров или към ниските части на равнината, около морето... Гърците сега са ограничени в тези две части на Долна Македония... Турците в Карайоваси се предполага, че в по-голямата си част са ислямизирани българи. | “ |

Гръцкият просвещенец Атанасиос Псалидас пише в своята „География“ (1818 - 1822), че Моглина е населявана от „турци и българи, които са най-невежи“.
В 1831 година френският консул в Солун Еспри-Мари Кузинери пише:
| „ | Караджа оваси или Черната страна е населена... с българи вероотстъпници. | “ |

В края на XIX век областта е населена предимно от българи християни, помаци и власи и е разделена между Воденска, Ениджевардарска и Гевгелийска каза. Българите в Мъглен се наричат пуливаковци или долнополенци.
В 1906 година областта е превърната в каза Караджаоваси с ценър Съботско, в която влиза цялата област без Лесково и Тушин. Българското просветно дело започва да се развива в Мъглен в началото на 1860-те години с откриването на българско училище в Саракиново. По български данни към 1909 година по време на Младотурския режим в областта живеят 48 928 души, от които 27480 българи мохамедани и 9370 власи. В областта има 21 основни български училища и едно класно в Съботско. Учениците са 1026-750 момчета и 276 момичета. Църквите, в които се служи на български са 20, а екзархийските свещеници – 26.
След Междусъюзническата война през 1913 година Мъглен остава в Гърция. По време на Първата световна война Мъглен се намира непосредствено до фронтовата линия на Македонския (Южния) фронт. Селата Сборско (днес Певкото) и Тушин (днес Аетохори) са разрушени при военните действия, а жителите им се преселват в различни части на териториите под българско управление - Тиквеш, Гевгелийско, Горна Джумая, Стара Загора и други. След войната част от власите също се изселват — най-вече в Южна Добруджа. През 1924 година по силата на Лозанския мирен договор мюсюлманското население от областта е принудено да се изсели в Турция и на негово място са заселени голям брой гърци бежанци от Мала Азия и Източна Тракия. Изселилите се от Мъглен мюсюлмани са заселени от турското правителство предимно в района на Анталия и Ъспарта.

## Влахомъглен
В най-североизточната част на областта по горното течение на Голема река и по западните и източните склонове на планината Паяк са разположени няколко села, които образуват областта Влахомъглен (или Влахомеглен, на гръцки Βλαχομογλενά). Влашките мъгленски села са Нъте (Нотия), Лугунци (Лангадия), Бериславци (Периклия) и Ошин (Архангелос), но географски Влахомъглен излиза извън географските граници на Мъглен и обхваща и селата Люмница (Скра), Купа, Ливада (Ливадия), Църна река (Карпи) и Баровица (Кастанери) от дем Пеония, както и Хума, Серменин и Конско от община Гевгели на Северна Македония.
Тези села традиционно са населени с власи християни, а едно от тях — Нъте в 1759 година е потурчено. Мъгленорумънският или езикът на мъгленските власи — мъгленорумъните се отличава значително от езика на останалите македонски власи, които са арумъни. Арумъни са и жителите на Ливада. Някои учени говорят за влияние на българския език и по-конкретно на някои родопски говори върху мъгленорумънския говор. Според тези автори власите в Меглен са се преселили от Родопите след XII век. Носията на мъгленорумъните се отличава от тази на аромъните и е сходна с носията на местните българи. Голяма част от обичаите на мъгленските власи също са идентични или сходни с българските.
След като областта попада в Гърция много от мъгленските власи емигрират в Румъния, а власите помаци от Нъте се изселват през 20-те години в Турция.

## Дем Мъглен
В административно отношение областта до 1997 година е епархия в ном Пела. От 1997 година със закона Каподистрияс е разделена на демите Съботско (Аридеа) в западната ѝ част и Къпиняни (Ексаплатанос) в източната, а от 1 януари 2011 година със закона Каликратис е самостоятелен дем (Δήμος Αλμωπίας). Главен град на областта и дема е Съботско.

### Демова единица Съботско
Според преброяването от 2001 година дем Съботско (Δήμος Αριδαίας) има 20 213 жители и в него влизат следните демови секции и селища:
- Демова секция Съботско

- село Съботско (Αριδαία, Аридеа)
- село Вълчища (Υδραία, Идреа)

- Демова секция Бахово

- село Бахово (Πρόμαχοι, Промахи)

- Демова секция Биджова махала

- село Биджова махала (Πιπεριά, Пиперия или Πιπεριές, Пипериес)
- село Горно Турманли (Ανω Ροδωνιά, Ано Родония)
- село Ени махала (Μικροχώρι, Микрохори)

- Демова секция Бизово

- село Бизово (Μεγαπλάτανος, Мегаплатанос)
- село Манастир (Μοναστηράκι, Монастираки)

- Демова секция Габровци

- село Габровци (Δωροθέα, Доротеа)
- село Раниславци (Αγάθη Агати)

- Демова секция Драгоманци

- село Драгоманци (Άψαλος, Апсалос)

- Демова секция Костурино

- село Костурино (Ξιφιανή, Ксифяни)

- Демова секция Пожарско

- село Пожарско (Λουτράκι, Лутраки)
- село Пожарски бани (Λουτρά Λουτρακίου, Лутра Лутракиу)

- Демова секция Поляни

- село Поляни (Πολυκάρπη, Поликарпи)

- Демова секция Пребъдище

- село Пребъдище (Σωσάνδρα, Сосандра)

- Демова секция Рудино

- село Рудино (Άλωρος, Алорос)

- Демова секция Саракиниово

- село Саракиново (Σαρακηνοί, Саракини)
- село Долно Родиво (Κάτω Κορυφή, Като Корифи)

- Демова секция Северяни

- село Северяни (Βορεινό, Ворино)
- село Невор (Νεοχώρι, Неохори)
- село Сборско (Πευκωτό, Певкото)

- Демова секция Струпино

- село Струпино (Λυκόστομο, Ликостомо)

- Демова секция Тресино

- село Тресино (Όρμα, Орма)

- Демова секция Цакон махала

- село Цакон махала (Τσάκοι, Цаки)
- село Долно Турманли (Κάτω Ροδωνιά, Като Родония)
- село Цакони (Χρύσα, Хриса)

- Демова секция Църнешево

- село Църнешево (Γαρέφι, Гарефи)

На територията на демовата единица е и днес изоставеното село Карадере (на гръцки Μαυρόλακκος, Мавролакос).

### Демова единица Къпиняни
Според преброяването от 2001 година дем Къпиняни (Δήμος Εξαπλατάνου) има 9141 жители и в него влизат следните демови секции и селища:
- Демова секция Къпиняни

- село Къпиняни (Εξαπλάτανος, Ексаплатанос)

- Демова секция Бериславци

- село Бериславци (Περίκλεια, Периклия)
- село Лугунци (Λαγκαδιά, Лангадия)

- Демова секция Гостолюби

- село Гостолюби (Κωνσταντία, Констандия)

- Демова секция Карладово

- село Карладово (Μηλιά, Милия)
- село Ружяни (Ριζοχώρι, Ризохори)

- Демова секция Кожушани

- село Кожушани (Φιλώτεια, Филотия)

- Демова секция Новоселци

- село Новоселци (Νερόμυλοι, Неромили)
- село Продром (Πρόδρομος, Продромос)

- Демова секция Нъте

- село Нъте (Νότια, Нотия)
- село Тушин (Αετοχώρι, Аетохори)

- Демова секция Ошин

- село Ошин (Αρχάγγελος, Архангелос)

- Демова секция Слатина

- село Слатина (Χρυσή, Хриси)

- Демова секция Страища

- село Страища (Ίδα, Ида)

- Демова секция Тодорци

- село Тодорци (Θεοδωράκι, Теодораки)

- Демова секция Тръстеник

- село Тръстеник (Θηριόπετρα, Тириопетра)

- Демова секция Фущани

- село Фущани (Φούστανη, Фустани)

На територията на демовата единица са и днес изоставените села Лесково и Извор.

## Други
На Мъглен е наречена улица в квартал „Лагера“ в София (Карта).

## Бележи
1. ↑  Вайгандъ, Густавъ. Аромѫне: Етнографическо-филологическо-историческо издирвания на тъй наречения народъ македоно-ромѫне или цинцаре.   Варна, Издание на П. Хр. Генковъ, 1899. с. 29.
2. ↑  Снегаров, Иван. История на Охридската архиепископия, т.1. Второ фототипно издание.   София, Академично издателство „Марин Дринов“, 1995, [1924]. с. 171.
3. ↑  W.M.Leake. Travels in Northern Greece. London, 1835.
4. ↑  Данова, Надя. България и българите в гръцката книжнина : XVII – средата на XIX век.   София, Парадигма, 2016. ISBN 978-954-326-270-0. с. 239.
5. ↑  "Voyage dans la Macedoine par Cousinery", Paris 1831, 1 vol, р.83.
6. ↑  Иречек, Константин. История на българите, София 1978, с. 605
7. ↑  Младеновъ, Кирилъ. Една печална тридесетьгодишнина //  Илюстрация Илиндень IX (9 (89).   София, Издание на Илинденската Организация, ноемврий 1937. с. 2.
8. ↑  Theodor Capidan, Meglenoromânii, istoria şi graiul lor, vol. I, Bucureşti, 1925, p. 57-58, 65 Архив на оригинала от 2014-10-14 в Wayback Machine., виж и Puscariu, S. Etudes de linguistique roumaine, Cluj-Bucuresti, 1937, р. 86.
9. ↑   Theodor Capidan, Op. cit. p. 32-33, 38-39, 43, 46., архив на оригинала от 14 октомври 2014, https://web.archive.org/web/20141014023112/http://www.unibuc.ro/CLASSICA/megleno1/cuprins.htm, посетен на 4 декември 2006
10. ↑   Ν. 3852/10, архив на оригинала от 5 юли 2010, https://web.archive.org/web/20100705024807/http://www.kedke.gr/uploads/N38522010_KALLIKRATIS_FEKA87_07062010.pdf, посетен на 5 юли 2010